# Concilio de Roma (484)
A finales de julio del año 484 se celebró en Roma un concilio por el Papa Félix III. 
En él se hallaron sesenta y siete Obispos y se condenó a Acacio, Patriarca de Constantinopla, que había causado muchos males a la Iglesia por su gran unión con los herejes que es lo que obligó al Emperador Zenon a hacer la Henótica. Era esta una especie de formulario compuesto para reunir a todos los que se hallaban fuera de la Iglesia y lleno de diversas proposiciones, que los Católicos y los Herejes confesaban igualmente. No contenía efectivamente la herejía de Eutiques, pero tampoco la condenaba. Antes al contrario, la favorecía arruinando la autoridad del Concilio de Calcedonia y abriendo la puerta de la Comunión a los Eutiquianos. 
Este escrito causó un cisma espantoso en la Iglesia. Muchos Obispos fueron echados de sus Sillas por no haberlo querido firmar. Se cree que fue el mismo Acacio el que lo había compuesto; quien además de esto abrazó la Comunión de Pedro Monge, gran perseguidor de los Ortodoxos, porque era Eutiquiano; decía anatema al Concilio de Calcedonia. Después de la muerte de Timoteo Elura, se hizo ordenar Obispo de Alejandría, por un Obispo hereje. Depuesto del Obispado y revestido de esta nueva dignidad, cometió todo género de violencias. Acacio obligó también con amenazas a los Legados del Papa Vital y Misena, a que comunicaran con Pedro Monge. 
Después que el Concilio jusjustificó que Acacio era muy reo, le depuso y le anatematizó. También privó a los Legados de la Dignidad Episcopal y de la Comunión de los Misterios. La sentencia de condenación no tiene por cabeza más que el nombre de Félix, aunque la firmaron los sesenta y siete Obispos ; porque según una antigua costumbre, siempre que se celebraba un Concilio en Italia, principalmente sobre la Fe, las Decisiones que se formaban en él en nombre de todos los Obisnos de Italia, no tenían más que el nombre del Papa. Se formó un Acto de esta condenación y este fue una Carta dirigida a Acacio, en que Felix le reprende el haber hecho a Juan Obispo de Tiro y Sacerdote a Himero. Después pasa al asunto de Pedro Monge, luego, al modo con que había tratado a sus tres Legados y concluye, así: 
Sufrid, pues, por esta Sentencia la suerte de aquellos a quien tenéis tan grande inclinación y quedad depuesto de la dignidad del Obispado, privado de la Comunión Católica y separarado del número de los Fieles. Sabed que ya no tenéis el nombre ni el poder de Obispo y que habéis sido degradado por sentencia del Espíritu Santo y condenado por la autoridad Apostólica sin poder nunca disolver los nudos de este anatema.
Estas últimas palabras, dice Tillemont, son extraordinarias. Se pueden explicar suponiendo así, a menos que no reconociese sus faltas y pidiese perdón por ellas.
Además de esta Carta, hizo Félix otro Acto para fijarlo: dice que la Sentencia del Cielo ha privado a Acacio del Sacerdocio por haber despreciado las dos moniciones que se le habían hecho y haber aprisionado al Papa en la persona de sus Legados. Por tanto, añade Félix, si un Obispo, un Eclesiástico, un Monje o un Seglar comunicó con él después de esta denuncia, que sea anatema y castigado por el Espíritu Santo, Sandio Spíritu exequente. Parece, añade el mismo historiador, que este Concilio podía contentarse con pronunciar contra Acacio solo, sin romper como hizo, la Comunión con los que se mantuvieron en la de Acacio. Porque esto fue propiamente lo que causó un gran cisma por treinta y cinco años y dividió Oriente de Occidente. En efecto, sabiendo Acacio que el Papa se separaba de él, se separó también del Papa y quitó su nombre de los Dípticos, de modo que muchos Santos que florecían entonces en Oriente, como San Sabas, San Teodosio, etc. parecía que no tenían Comunión con la Iglesia Romana aunque esta misma Iglesia no deja de reconocerlos hoy por Santos.